# Route 20 (Terre-Neuve-et-Labrador)
Pour les articles homonymes, voir Route 20.
La route 20 est une route tertiaire de la province de Terre-Neuve-et-Labrador, située dans l'est de l'île de Terre-Neuve, sur la péninsule d'Avalon. Elle est une route hautement fréquentée entre Torbay et Saint-Jean, particulièrement dans Saint-Jean, et est une route faiblement empruntée au nord de Torbay. De plus, elle mesure 21 kilomètres, et est une route asphaltée sur l'entièreté de son tracé.

## Tracé
La 20 débute au terminus sud de la Route 30, alors que les 2 routes croisent la côte Kennas, menant vers le centre-ville de Saint-Jean. Elle commence par adopter une orientation vers le nord-nord-ouest, croisant de nombreuses rues de Saint-Jean. Elle possède ensuite un échangeur incomplet avec la Route Transcanadienne, la route 1, à sa sortie 48. Elle se dirige ensuite vers le nord pour 2 kilomètres, puis elle emprunte le Torbay Bypass, contournant la ville de Torbay par l'ouest. Cette section est récente. La 20 prenait autrefois la rue Torbay, et traversait la ville d'un bout à l'autre.
La 20 quitte par la suite Torbay par le nord, se dirigeant dans cette direction pendant 11 kilomètres, puis elle se termine au terminus nord de la route 21, à Pouch Cove.

## Attraits
- Our Lady of Lourdes Getto
- Flatrock Museum
- Pouch Cove Museum

## Communautés traversées
- Saint-Jean
- Torbay
- Pouch Cove